# Can Puigmarí
Can Puigmarí és una masia gòtica de Sant Feliu de Buixalleu (Selva) inclosa a l'Inventari del Patrimoni Arquitectònic de Catalunya.

## Descripció
Masia aïllada, orientada al sud, situada al nucli de Grions.
L'edifici, de planta baixa pis i golfes, està cobert per una teulada a doble vessant, desaiguada als laterals amb el ràfec de tres fileres.
A la façana principal, trobem la porta d'accés en arc de mig punt, format per dovelles de pedra i brancals de carreus de pedra. A l'esquerra, hi ha una finestra doble amb les obertures en arc rebaixat, fet de pedra, igual que els brancals de carreus de pedra com també l'ampit. A la dreta, un portal d'entrada al garatge, amb les impostes que ajuden a la llinda de pedra a salvar la llum de la portalada (reminiscència medieval).
Al pis, trobem tres obertures d'estil gòtic, que coincideixen en l'eix de les obertures de la planta baixa. La finestra de l'esquerra, és una finestra en arc conopial i arquets, i decorada amb petits rostres humans als extrems dels arquets, i dos rostres a les impostes. La central, té arc conopial amb dos arcs enfrontats i motius florals. La tercera, és en arc conopial i arquets, decorada amb petits rostres humans als extrems dels arquets, i motius florals a les impostes. Totes les finestres tenen ampit de pedra.
A les golfes, una petita obertura amb llinda monolítica i brancals i ampit de pedra.
A les altres façanes, hi ha diferents obertures d'estil gòtic, que són com una mostra de diferents tipologies d'oberutres gòtiques (finestres geminades en arc de mig punt, obertures en arc conopial, obertures en arc de mitra, obertures en arc conopial amb arquets,etc.). La majoria d'obertures, tot i que recorden a finestres d'estil gòtic, s'aprecia clarament que són recents.
La façana, de paredat rúsitc, està arrebossada i té la cadena cantonera de carreus de pedra.
Davant la casa s'hi conserva l'era.
Entorn l'edifici, dependències annexes d'ús agrícola.

## Història
No se'n coneix cap data històrica relacionada amb la casa. Per l'estil de les finestres cal suposar que es tracta d'una construcció originària del segle xv o XVI.
L'any 1999 fou restaurada.